# Mequeja
Mequeja är en ort i Mexiko.   Den ligger i kommunen Chilón och delstaten Chiapas, i den sydöstra delen av landet, 800 km öster om huvudstaden Mexico City. Mequeja ligger 1 094 meter över havet och antalet invånare är 913.
Terrängen runt Mequeja är kuperad. Runt Mequeja är det glesbefolkat, med 16 invånare per kvadratkilometer. Närmaste större samhälle är Ocosingo, 16,1 km öster om Mequeja. I omgivningarna runt Mequeja växer i huvudsak städsegrön lövskog.